# Klein Meckelsen
Klein Meckelsen – gmina w północnych Niemczech, w kraju związkowym Dolna Saksonia, w powiecie Rotenburg (Wümme), wchodzi w skład gminy zbiorowej Sittensen.